# Dos col·legues i la gran bèstia
Dos col·legues i la gran bèstia (títol original en noruec, Knutsen & Ludvigsen 2 - Det store dyret) és una pel·lícula d'animació noruega del 2020 dirigida per Rune Spaans i Gunilda Enger. Representa el segon film d'animació basat en el duet musical Knutsen & Ludvigsen, després de Dos col·legues al rescat del 2015. S'ha doblat al català.
La banda sonora va anar a càrrec d'Øystein Dolmen, Gustav Lorentzen i Kåre Vestrheim. Com en el primer film, John Brungot i Hermann Sabado donen veu als dos personatges principals. Dolmen també va escriure el guió de la pel·lícula mentre que Eric Vogel i Ingunn Sundelin va produir el film per a Thunderfilm. Es va estrenar als cinemes de Noruega el 25 de setembre de 2020.
La pel·lícula va ser nominada a dues categories dels premis Amanda de 2021: millor pel·lícula infantil i millor disseny de producció per a Olve Askim.